# سوارکار مادارا

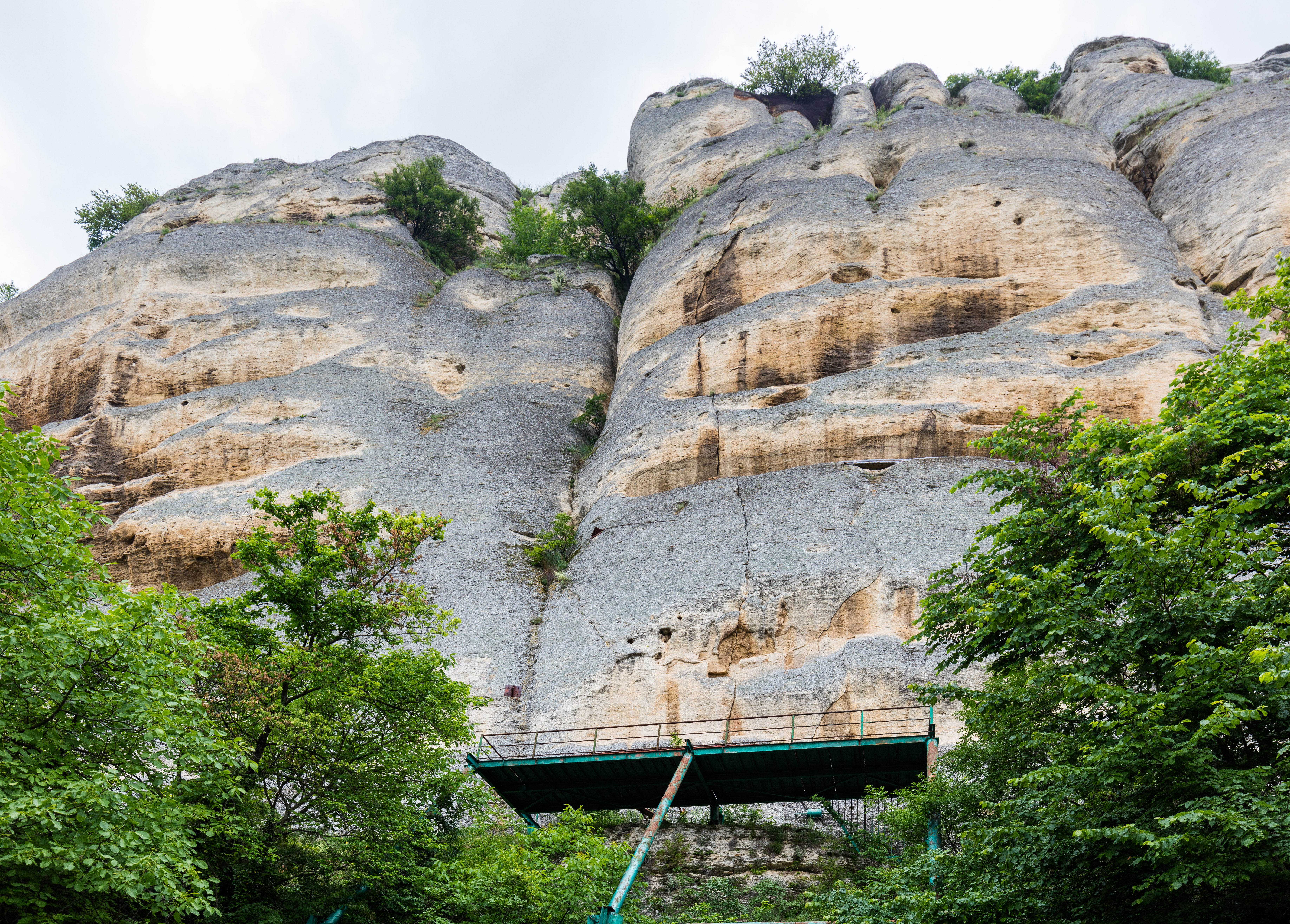
نمای وسیع تری از صخره

سوارکار مادارا یا سوار مادارا  (بلغاری: Мадарски конник Madarski konnik) یک نقش برجسته سنگی بزرگ از اوایل قرون وسطی است که در فلات مادارا در شرق شومن در شمال شرقی بلغارستان در نزدیکی روستای مادارا حکاکی شده است. قدمت این بنای تاریخی به اواخر قرن هفتم  یا بیشتر در اوایل قرن هشتم میلادی، در زمان حکومت خانان بلغار تِروِل، می‌رسد.  در سال ۱۹۷۹، این بنای تاریخی در فهرست میراث جهانی یونسکو قرار گرفت. 
مجسمه نقش برجسته یک اسب‌سوار باشکوه، به بزرگی تقریباً ۲۳ متر (۷۵ فوت) را نشان می‌دهد که بالاتر از سطح زمین، به شکل ۱۰۰-متر-high (۳۲۸-فوت) تقریباً عمودی بر صخره حک شده است. مجسمه تقریباً در اندازه واقعی است.  سوارکار که رو به راست است، نیزه را به شیری که زیر پای اسبش خوابیده است فرومی‌کند و در سمت چپ سگی به دنبال سوارکار می‌دود.  کنده‌کاری هاله و لباس‌های سوارکار و همچنین پرنده در جلوی صورت سواره به دلیل فرسایش قرن‌ها و وضعیت به‌طور کلی نامناسب بنا، به سختی قابل تشخیص هستند.  نقش برجسته شبیه به تصاویر کربنی است که در سالتوو، سولک، پلیسکا و ولیکی پرسلاو یافت شده‌اند. 

## میراث
سوار مادارا بر روی سکه‌های کوچک بلغاری (۱ تا ۵۰ استوتینکی) که در سال‌های ۱۹۹۹ و ۲۰۰۰ منتشر شد، نشان داده شده است
در نظرسنجی رسمی ۲۹ ژوئن ۲۰۰۸ در مورد طراحی سکه‌های یورو آینده بلغارستان، طرح سوار مادارا با ۲۵٫۴۴ درصد آرا برنده شد.
قله مادارا در جزیره لیوینگستون در جزایر شتلند جنوبی، قطب جنوب به نام مکان تاریخی مادارا نامگذاری شده است.